# UH-1に関連する作品の一覧

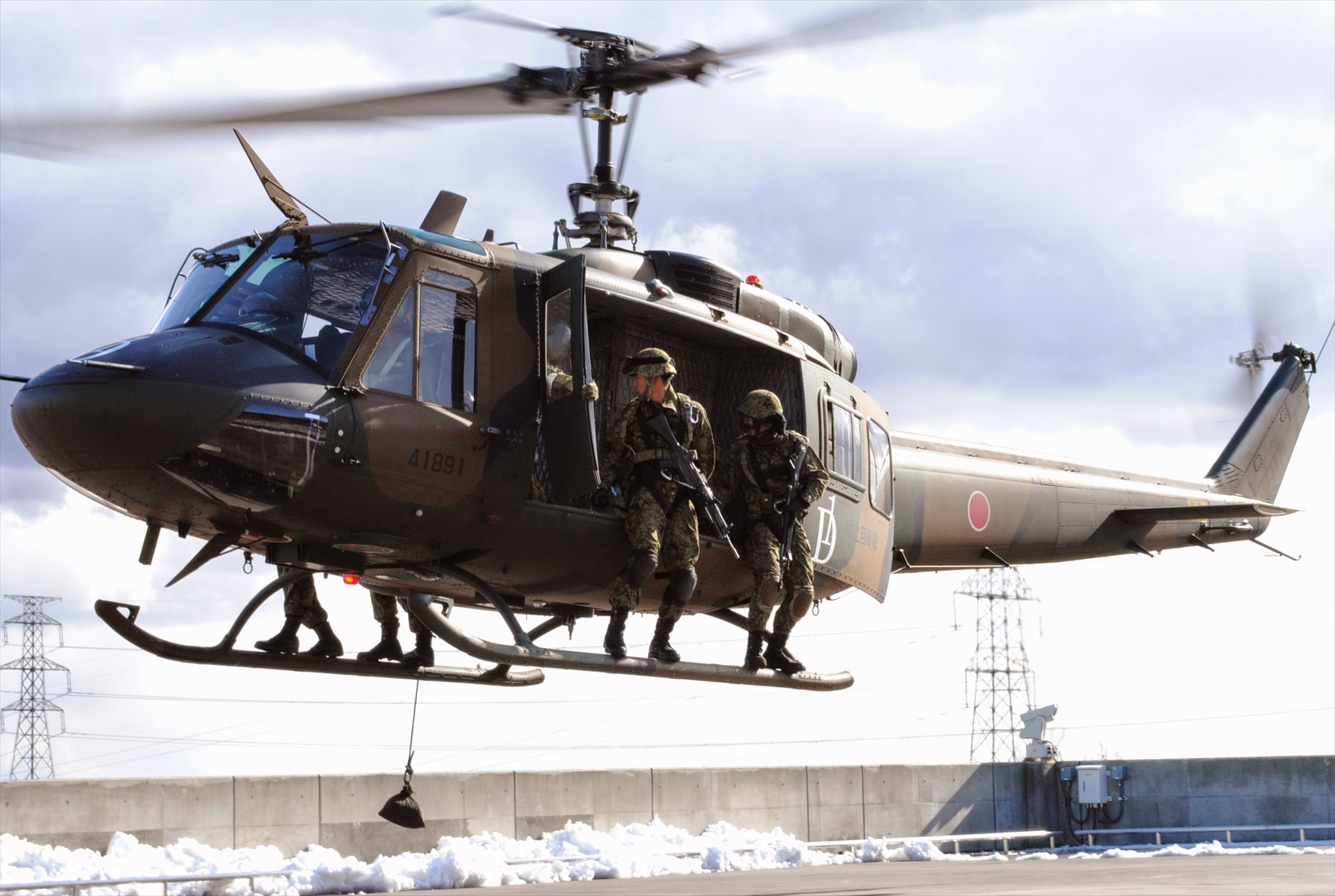
UH-1J

UH-1に関連する作品の一覧（UH-1にかんれんするさくひんのいちらん）は、アメリカ合衆国のベル・エアクラフト社が開発した汎用ヘリコプター、UH-1 イロコイおよび、その系列機に関連する作品の一覧である。
大量生産され、広く長期間にわたり世界中で使用されていることから様々な作品で登場する。特にベトナム戦争を扱った作品で登場することが多い。また、陸上自衛隊が登場する作品でも登場する頻度が非常に高い。
なお、UH-1の系列機のうちAH-1 コブラに関連する作品については、「AH-1に関連する作品の一覧」の記事で取り扱う。

## 映画
『007 リビング・デイライツ』
H型が登場。レスキュー隊に偽装するため、白と一部茶のカラーリングで赤十字マークが印され、白い部分の一角に赤字で「G-HUEY」と、茶の部分には白字で「UK」と書かれている。作中では、前半のイギリスのストーナー・ハウスで殺し屋のネクロスが、イギリスへ亡命したKGBのコスコフ将軍を捕えた後、連れ去るべくレスキュー隊に偽装したUH-1にコスコフとともに乗り込む。
DVD版の音声解説によると、撮影に使われた機体はイギリス空軍所属機であるが、元々はアルゼンチン軍に配備されていたのをフォークランド紛争時に入手した物とのこと。
『Fukushima 50』
在日米空軍第374空輸航空団所属のN型が登場。トモダチ作戦に参加した機体が、横田基地から東日本大震災の被災地へ物資を輸送する。
『L change the WorLd』
ロケット弾ポッドを装備したアメリカ軍のH型が登場。未知のウイルス兵器が使用されたタイのバンナム村に展開し、村からの脱出を試みる日産・BIG-Mを追跡・破壊する。
『MW-ムウ-』
在日米軍のH型が登場。かつて沖之真船島で生じた毒ガス兵器「MW」の漏出事故を隠蔽すべく、事故の証拠となる残余のMWを求めて沖之真船島に上陸した主人公たちにM60Dドアガンによる攻撃を加え、同行していた女性新聞記者を射殺する。
『SUPER8/スーパーエイト』
アメリカ軍機が登場。エリア51由来の研究素材を輸送していた貨物列車がオハイオ州でシボレー・Cシリーズと衝突大破したことを受け、事故現場へと飛来する。
『アーミー・オブ・ザ・デッド』
H型が登場。ゾンビの大発生で荒廃したラスベガスのカジノ屋上に放棄されており、カジノの地下金庫への強盗を目指す主人公達が脱出手段に利用する。元が旧式機のせいか、あるいは長期間放棄されていたからか、操縦士として雇われたマリアンヌ・ピーターズから「オンボロ」扱いされており、実際に脱出前のエンジンテストで何度もエンジントラブルに見舞われる。脱出時には無事離陸するが、脱出の直後に政府が行ったラスベガスへの核攻撃により、核爆発時の衝撃波でコントロールを失って墜落する。
『アウトブレイク』
アメリカ陸軍のB型が登場。冒頭では、ザイール・モターバ川流域の村で発生した未知の出血熱を調査すべく、主人公ら陸軍感染症医学研究所の隊員を現地まで輸送する。その後、この「モターバ熱」のアウトブレイクが発生したカリフォルニア州シーダー・クリークに、ガンポッドなどを装備した機体が展開し封鎖に従事。封鎖の突破を試みる住民のフォード・Fシリーズに発砲する他、シーダー・クリークへの気化爆弾投下を阻止すべく抗血清の準備に奔走する主人公らのOH-6Dを、モターバ熱が生物兵器として研究されていたことを隠蔽するために追撃し、空中戦を挑むが振り切られる。
『アステロイド・シティ』
アメリカ軍のH型が登場。宇宙人の来訪を受けて封鎖されたネバダ州アステロイド・シティへ、封鎖内に取り残された子供たちの親を輸送する。
なお、物語の舞台となる年代はUH-1初飛行前の1955年とされている。
『アナイアレイション -全滅領域-』
「サザーン・リーチ」所属機として登場。ブラックウォーター国立公園を覆う「シマー」の内部へ調査隊が進入する際に、周辺を飛行する。
『アメリカン・スナイパー』
アメリカ海兵隊所属機としてH型が登場。主人公のクリス・カイルなどを目的地まで輸送する。
『アルマゲドン』
NASA所属のH型が登場。主人公らを乗せてケネディ宇宙センターの発射台へ向かうアストロバンに随伴する。
『アンドロメダ…』
アメリカ空軍のH型が登場。落下した人工衛星「スクープ7号」より漏出した地球外菌株「アンドロメダ・ストレイン」によって住民がほぼ全滅したニューメキシコ州ピードモントへ、調査にあたる人員を降下させる。
『インデペンデンス・デイ』
アメリカ軍のH型が登場。照明パネルを使用して都市上空のシティ・デストロイヤーとのコミュニケーションを試みるCH-54 タルへに2機が随伴するが、全機撃墜される。また、主人公の1人がエリア51からロサンゼルスへ妻を迎えに行く際に無断で使用する。
『ウルトラシリーズ』
『ULTRAMAN』
陸上自衛隊のH型が登場。ビースト・ザ・ワンの襲撃を受け座礁した漁船の上空を飛行しているほか、主人公が操縦するセスナ 172を国道87号線の封鎖箇所まで誘導する。
『大決戦!超ウルトラ8兄弟』
自衛隊所属機が登場。キングパンドンの襲撃を受けた後の横浜に派遣される。

『エスパイ』
エスパイがスイスで運用する機体としてベル 204が登場。逆エスパイのバルトニア首相暗殺を阻止すべく、日本支部のメンバーやサラバット導師を乗せて首相が滞在しているサンモリッツの山荘に向かう。
『エネミー・ライン』
アメリカ海兵隊のN型が登場。ボスニア国内で孤立する主人公を救出するため、ニミッツ級航空母艦「カール・ヴィンソン」から出撃し、主人公を襲撃するセルビア人武装勢力をロケット弾やM134 ミニガンで一掃する。
ただし、一部の戦闘シーンの撮影にはベル 205とベル 412が使用されている。
『エボリューション』
アメリカ陸軍のH型とN型が登場。地球外生命を含む隕石が落下した、アリゾナ州グレン・キャニオン近郊の砂漠の封鎖に従事する。
『帰ってきたウルトラマン マットアロー1号発進命令』
MATあるいは地球防衛機構（TDO）所属の救難ヘリコプターとしてH型が登場。MAT基地に駐機している。
『ガメラシリーズ』
『ガメラ 大怪獣空中決戦』
海上保安庁のベル 212Bと陸上自衛隊のH型が登場。海上保安庁所属機は、巡視船「のじま」の艦載機であるとされる「むらくも」（架空の機名）が登場しており、プルトニウム輸送船「海竜丸」の護衛に当たっている。陸上自衛隊所属機は、コールサインを「ハーキュリー」とする3機がサーチライトを使用して、3羽のギャオスを五島列島姫神島から捕獲作戦が行われる福岡ドームへ誘導するほか、東京へのギャオス襲来時にも監視任務などに従事しており、うち1機がガメラを追う主人公たちを天王洲の戦闘指揮所から新日本石油根岸製油所近辺まで輸送する。
『ガメラ2 レギオン襲来』
陸上自衛隊のH型が登場。支笏湖近辺に落下した隕石の落下現場へと出動するほか、電磁波探知機を搭載した3機が地中を進む巨大レギオンの捜索を行い、東村上空で探知する。
『ガメラ3 邪神覚醒』
陸上自衛隊のH型が登場。吉野山でのイリスの監視に使用される。
『小さき勇者たち〜ガメラ〜』
海上保安庁のベル 212が登場。巡視船「しきしま」の艦載機が遭難した那覇市所属の漁船の捜索を行っており、その後「かみたか1号」が大王崎沖で海上を漂う救命胴衣を発見する。

『仮面ライダーシリーズ』
『劇場版 仮面ライダーアギト PROJECT G4』
陸上自衛隊所属機としてベル 205Bが登場。機体は白とモスグリーンに塗り分けられている。作中では、仮面ライダーG4が移動手段として搭乗するほか、陸上自衛隊八王子駐屯地（架空）に侵入した主人公たちを上空から追跡している。
『劇場版 仮面ライダービルド Be The One』
新政府が運用するヘリコプターとしてH型が登場。実機とは異なり、機首に2門の機銃を備えている。「ビルド殲滅計画」の開始に伴い、仮面ライダービルドを捜索・攻撃すべく東都上空に展開し、うち1機がビルドに機銃掃射や体当たりなどを加える。

『カリスマ』
所属不明機が登場。炎上する東京の上空に3機編隊で展開する。
『感染列島』
陸上自衛隊のH型が登場。新型感染症を引き起こすウイルス「ブレイム」の発生によって封鎖された地域の上空を飛行する。
『キングコングシリーズ』
『キングコング』
アメリカ軍機が登場。世界貿易センタービルの頂上に登ったキングコングに対し、M134による機銃掃射を行い、1機が撃墜されるもののキングコングを倒している。
『キングコング2』
アメリカ陸軍のB型が登場。キングコングを追跡するほか、レディコングを捕獲するため睡眠ガスを散布する。
『キングコング:髑髏島の巨神』
髑髏島探索部隊の主力機として、アメリカ陸軍第3強襲ヘリコプター中隊（架空）所属とされるH型が登場。ベトナムのダナン基地から本国に引き上げる予定だった機体を回してきたものであり、地質調査用の爆弾「サイズミック」の投下に反応し攻撃してきたコングに対して機銃掃射による反撃を行うが、コングの攻撃により全機が撃墜される。その後、補給部隊の役を担う機体が探索部隊の生存者を救助する。

『クローバーフィールド/HAKAISHA』
アメリカ海兵隊所属機としてH型が登場。怪獣が暴れ回るマンハッタン島からの撤退に使用されるが、主人公たちが搭乗した1機は怪獣の攻撃を受けてセントラルパークに墜落する。
『劇場版 ラジエーションハウス』
陸上自衛隊のH型が登場。台風8号の被災地となった伊豆諸島美澄島へ災害派遣され、土砂崩れによる井戸水の汚染に伴うカンピロバクター腸炎の患者たちが収容されている学校の校庭へ着陸する。
『ゴジラシリーズ』
『メカゴジラの逆襲』
海洋開発研究所の所有機としてベル 204Bが登場。横須賀でゴジラと戦うチタノザウルスに対し、搭載した超音波発射装置を使用して攻撃を行う。
『ゴジラ』
海上保安庁のベル 212と陸上自衛隊のH型が登場。海上保安庁所属機は、主人公からの連絡を受けて伊豆諸島近海の漁船「第五八幡丸」の上空に飛来し、船員の中で唯一の生き残りとなった奥村宏を救助する。陸上自衛隊所属機は、ゴジラの襲撃を受けた静岡県の井浜原子力発電所への主人公らの輸送や、伊豆大島三原山火口一帯の超音波発信施設の建設地点まで物資の空輸を行っているほか、終盤にて東京でビルに閉じ込められた主人公たちの救出に駆けつけ、搭乗する自衛官がキャビンから特殊爆弾を発射して窓ガラスだけを破壊し、脱出口を確保。その後、主人公たちを収容して三原山へ輸送する。
『ゴジラvsビオランテ』
陸上自衛隊のH型とB型が登場。H型は三原山火口内でのゴジラの微動を確認するほか、ゴジラへの再攻撃のための伊勢湾一帯に展開するも空振りに終わる。その後も、自身の超能力を用いてゴジラの足止めを行うヒロインの関西国際空港建設基地までの移動や、抗核バクテリア弾を装備した特殊部隊の大阪までの輸送を行う。B型はロケット弾ポッドを搭載しており、浦賀水道沖でゴジラ攻撃に参加する。
『ゴジラvsモスラ』
陸上自衛隊のB型とH型が登場。B型は、モスラ幼虫の東京への上陸を阻止すべく東京湾内でロケット弾攻撃を行う。H型は富士山火口から出現したゴジラを上空から観測し、丹沢付近まで追跡する。
『ゴジラvsスペースゴジラ』
国連Gフォース所属機として登場。AH-1 コブラとともに、鹿児島湾に出現したゴジラを迎撃する。
『ゴジラvsデストロイア』
陸上自衛隊のB型が登場。沖縄沖を移動するゴジラを追跡する。
『GODZILLA』
アメリカ軍所属機が登場。パナマで発見された巨大な足跡の調査に参加するほか、ゴジラのニューヨーク襲撃を受け、ニュージャージー州に移動司令センターを設けて展開した部隊にも含まれている。
『ゴジラ2000 ミレニアム』
CCI所属機としてベル 204Bが登場。3機が吊り下げたセンサーを用いて北浦に落下したUFOのアナライズスキャン作業を行っており、離陸し東京へと向かうUFOをそのまま追跡するも、UFOによって全機撃墜される。
『GODZILLA ゴジラ』
架空のニミッツ級航空母艦「サラトガ」の艦載機としてH型が登場。主人公のフォード・ブロディ大尉をホノルルまで輸送するほか、ホノルルへ向けて海中を進むゴジラを追跡する。また、D型およびN型がユッカ・マウンテン核廃棄物処理場の調査に赴くほか、アメリカ空軍のHP型がムートーの軍用列車襲撃に巻き込まれて負傷したブロディ大尉を救助し、オークランドの作戦司令部まで輸送する。
『シン・ゴジラ』
陸上自衛隊のJ型が登場。ゴジラを血液凝固剤の経口投与によって凍結させる「ヤシオリ作戦」開始前のシーンにて、立川駐屯地に地上駐機されている機体が映し出されている。
『フェス・ゴジラ5 怪獣大決戦』
日本が擁する軍の所属機としてH型が登場。郊外の市街地でキングギドラと対峙するゴジラおよびジェットジャガーの上空へ展開する。

『コマンドー』
アメリカ陸軍所属機が登場。ラストシーンにて、カービィ将軍やアメリカ陸軍兵士たちをアリアスの拠点がある孤島まで輸送する。
『最終兵器彼女』
陸上自衛隊のJ型が登場。敵側各国軍との戦闘の中で、普通科部隊を降下させる。
『ザ・ウォール』
主人公のアレン・アイザック軍曹とシェイン・マシューズ2等軍曹を救出するため、アメリカ軍のN型が2機登場。2人を乗せて離陸するが、敵のイラク人狙撃手、ジューバの狙撃によって2機とも撃墜される。
『サトラレ TRIBUTE to a SAD GENIUS』
陸上自衛隊のH型が登場。身延山での飛行機事故発生を受けて出動し、墜落したボーイング 737へ救助に向かう普通科部隊をヘリボーンする。
『地獄の黙示録』
アメリカ陸軍のビル・キルゴア中佐率いる第1騎兵師団の所属機として多数登場。ベトコン拠点の村を攻撃する任務に投入され、キルゴア中佐の搭乗機がワーグナーの「ワルキューレの騎行」を大音量で鳴らしながら、ドアガンや空対地ロケット弾・搭乗する歩兵の銃撃で破壊の限りを尽くす有名な場面を飾る。
『沈まぬ太陽』
陸上自衛隊のB型が登場。御巣鷹山に墜落した国民航空123便（ボーイング 747）の残骸を回収するほか、123便搭乗者の遺体を安置所まで輸送している。
撮影に使用されたのは民間が所有するベル 204Bである。
『首都消失』
陸上自衛隊のH型と海上保安庁のベル 212が登場。双方ともに東京とその周辺を覆った「雲」（異常物体O）への対応に従事しており、うち陸上自衛隊機は異常物体O対策本部へと飛来している。
『進撃の巨人 ATTACK ON TITAN』
H型の残骸が登場。モンゼン地区外周の「外の壁」に設けられている足場に破損した状態で放置されており、超大型巨人が壁を破壊する際に巻き込まれる。
『ストリートファイター』
連合軍のヘリコプターとしてH型が登場。バイソン将軍の本拠地への攻撃の準備が進む、シャドルーに駐留するウィリアム・F・ガイル大佐指揮下の部隊の司令部へ、安全保障理事会の決定に基づく攻撃中止命令を携えた事務次官を輸送する。
『スパイ・ゲーム』
1975年のベトナム戦争時のエピソードにアメリカ陸軍所属機が登場。機首にサメをモチーフにしたノーズアートがあり、主人公、ネイサン・ミュアーが移動手段として用いる。
『世界侵略: ロサンゼルス決戦』
アメリカ海兵隊の救難ヘリコプターとしてH型が登場。ロサンゼルスでエイリアンと交戦する主人公たちからの要請を受けて、負傷者の収容や救出に飛来する。また、アメリカ海兵隊のN型も登場しており、前線基地となるサンタモニカ空港に駐機されている。
『戦火の勇気』
アメリカ陸軍のH型が登場。赤十字マークを付けた医療ヘリ仕様で、湾岸戦争におけるアルクーファンの戦闘で起きた出来事の鍵を握る。作中では、旧名のHU-1に因んだ愛称の「ヒューイ」と呼ばれている。
『戦国自衛隊1549』
陸上自衛隊のJ型が登場。東富士演習場での極秘実験中の事故で戦国時代へタイムスリップした第三特別実験中隊を救出するため、現代から1549年に送り込まれたロメオ隊の装備に含まれている。作中では、天導衆が率いる織田軍に一時鹵獲されるが、奪回後は移動や脱出の手段として重要な役割を果たし、最後は鹿島たちロメオ隊の生存者を無事に現代まで送り届ける。
『宣戦布告』
陸上自衛隊のH型が登場。敦賀半島に潜入した北東人民共和国特殊部隊の対処に出動し、半島上空を飛行する。
『戦争の犬たち』
アメリカ軍のB型が登場。ベトナム戦争時の運用が描写されている。
『ダイ・ハードシリーズ』
『ダイ・ハード』
ロケット弾ポッドを搭載した機体が登場。FBI捜査官を乗せて人質救出に向かうが、テロリストが起爆したC-4の爆発に巻き込まれ墜落する。
『ダイ・ハード2』
アメリカ陸軍機が登場。陸軍特殊部隊をダレス国際空港に輸送する。
『ダイ・ハード4.0』
FBI所属機としてH型が登場。クライマックスにて、HRTを輸送する。
『ターミネーター4』
人類抵抗軍所属機としてH型が登場。内1機はドアガンにM60と、胴体下部に空対地ロケットランチャーを2基装備しており、序盤でジョン・コナーが乗り、着陸と同時に戦場へと降り立つ。その後、パイロットが殺されたためジョン自らが操縦する。また、中盤では両翼にドアガンとしてM60と、サーチライトおよびトラップゾーンに仕掛けた爆弾の起爆スイッチを装備した機体にジョンが搭乗し、対地射撃などを行う。なお、ジョンは少年時代に操縦方法を習ったことが『ターミネーター2』で言及されている。
『大怪獣のあとしまつ』
国防軍所属機としてJ型が登場。利根川下流域で死体となった怪獣「希望」の処理に参加すべく、近辺に設けられた特務隊基地「Zビレッジ」に配置されている他、死体の腐敗進行に伴い指定された立ち入り禁止区域の封鎖にも従事している。
『タワーリング・インフェルノ』
アメリカ海軍の救難ヘリとしてベル 212が3機登場。1機は屋上に着陸を試みようとするが、ヘリの救援に興奮した搭乗予定第一陣の女性たちが屋上に飛び出したために操縦を誤りフェンスに接触して爆発する。残る2機は135階にワゴンを届けたり、重力ブレーキで降下していた展望エレベーター（乗っていたのは先のヘリ搭乗予定の女性たちと消防士、リゾレット、子供2名であったが、降下途中で起きたバックドラフトで動かなくなり宙づりとなる。なお、その際に女性の1名がエレベーターのガラスを割ってしまいリゾレットが転落してしまう）を吊り下げて地上に降ろす、オハラハン隊長を屋上に届けるなど、活躍する。
『ディープロジック』
陸上自衛隊のJ型が登場。烏丸駐屯地（架空）を襲撃した国際テロ組織「アタッカーズ」の構成員らが、駐屯地からの脱出手段として強奪し搭乗する。
『デスカッパ』
陸上自衛隊のH型が登場。大都市に襲来したハンギョラスの迎撃に出撃し、ハンギョラスと戦うデスカッパを援護すべく、巨大なキュウリを戦場へ吊り下げ輸送する。
『天空の蜂』
航空自衛隊所属機としてベル 412が登場。何者かに遠隔で乗っ取られ、福井県の高速増殖原型炉「新陽」上空でホバリングする架空の輸送ヘリコプター「CH-50J ビッグB」の機内に取り残された少年の救出などを行う。また、ラストシーンでは東日本大震災の被災地へ災害派遣されている。
撮影に使用されたのは朝日航洋の保有機であり、原作小説で同様のシーンに登場した航空自衛隊のUH-60Jの洋上迷彩に似せた塗装が施されている。
『デンジャー・クロース 極限着弾』
オーストラリア空軍所属のB型が登場。オーストラリア軍の前線司令部で開かれた慰問コンサートに訪れたミュージシャングループの送迎に使われ、戦闘が開始されると彼らを安全地帯まで送り届ける。基地に帰投後、上官の命令に反発した機長が独断で出撃し、北ベトナム軍に包囲されつつあるデルタ中隊に補給物資を届ける。戦闘終了後、戦死した兵士の遺体を搬送する。
『伝説の巨獣 狼男対ゴジラ』
陸上自衛隊のH型が登場。狼男を攻撃すべく山間部へ出動した部隊の一翼を担っており、ラペリング降下による普通科隊員の展開や、狼男の作戦区域への誘導などに従事する。また、ゴジラに接近しつつある東海道線の熱海行き165系電車に警告を発し、非常停車させる。
『東京湾炎上』
陸上自衛隊のB型が登場。東京湾内で資源公正分配推進組織（POFFDOR）にシージャックされていたタンカー「アラビアン・ライト号」の上空に飛来し、POFFDORによって船内に仕掛けられていた磁気爆雷を吊り上げ、海中に投棄する。
『トランスフォーマーシリーズ』
『トランスフォーマー』
アメリカ陸軍のH型が登場。カタールにてスコルポノックと交戦していた特殊作戦部隊の隊員たちを、戦闘終結後に回収する。
『トランスフォーマー/リベンジ』
アメリカ軍のH型が登場。ギザでの対ディセプティコン戦「ファイアーストーム作戦」に参加する。
『トランスフォーマー/ダークサイド・ムーン』
NASAのH型が登場。地球からの追放決定を受けてケネディ宇宙センターの宇宙船「ザンティウム」へ向かうオートボットの車列に随伴する。
『バンブルビー』
セクター7が運用する機体としてD型が登場。地球外のディセプティコンへ通信を送ろうとするタワー上のシャッターを、ガンポッドとロケット弾ポッドで攻撃するが反撃を受けて墜落し、バンブルビーに受け止められ不時着する。

『トロール』
ノルウェー軍のH型が登場。トロールの調査を行う主人公らの移動手段となり、破壊された家屋の実地検分などを経て、ドブレ山脈でトロールと遭遇し退避する。その後は、ハンダーフォッセン遊園地に出現したトロールに対し、4機が吊り下げた教会の鐘を鳴らしながら周囲を旋回して動きを封じ込めるが、建物を投げつけられる、掴み取られるなどの形で3機が撃墜される。
登場する機体は、テールなどの形状に実機との微妙な差違がある。
『日本沈没』
陸上自衛隊のB型が登場。第二次関東大震災で燃え盛る東京に消火弾を投下するも、消火弾の貯蔵が尽きたため、任務を観測へと切り替える。
『ねんどの神さま』
自衛隊のH型が登場。日立市より出現した「ねんどの神さま」に対して出動し、土浦市付近でロケット弾ポッドによる攻撃を加えるが通じず、ねんどの神さまに吸収される。
『ノストラダムスの大予言』
陸上自衛隊のB型が登場。夢の島にて、体長30cmまで巨大化したナメクジの群れの焼却作業にあたる部隊の上空を飛行する。
『バトルランナー』
警察所属機としてガンシップ仕様のB型が登場。冒頭にて、暴動の武力鎮圧をM134とロケット弾を使用して実施するが、表向きは上層部の命令を無視して主人公が独断で実施したこととされる。
『バーティカル・リミット』
パキスタン空軍の救難機として登場。なお、パキスタンでは輸送ヘリコプターはSA 330 ピューマとMi-17 ヒップHが主力であり、UH-1は救難任務や連絡機として少数用いられている程度に過ぎない。
『ブラックホーク・ダウン』
ベル 205が登場。モガディシュ上空から地上を偵察し、司令部やMH-6J リトルバードへ情報を送る。撮影には、ロケ地のモロッコ空軍機が用いられた。
『プラトーン』
アメリカ陸軍のH型が登場。ベトナムの戦地にて主人公たちを輸送するほか、負傷者の搬送を行う。
『ブルークリスマス』
国防庁所属機としてB型が登場。麻布から恵庭へと向かう特殊部隊の隊員たちを輸送する。また、青い血液を持つ人々をミッドウェイ級航空母艦「ミッドウェイ」からシベリアの収容所へと輸送するアメリカ軍機として、ベル 205も登場している。
『プレデター』
アメリカ軍のN型が登場。主人公が率いる特殊部隊をバル・ベルデ領内の降下ポイントまで輸送するほか、ラストシーンで主人公の救助に飛来する。また、ゲリラも1機保有しており、逃走に使用するが主人公らの集中砲火を受け破壊される。
『北京原人の逆襲』
駐香港イギリス軍所属機としてB型が登場。香港で暴れ回る北京原人への攻撃に参加する。
『ホワイトアウト』
映画版に警察とテロリストのヘリとしてベル 412が登場。
『マーズ・アタック!』
アメリカ陸軍のH型が登場。火星人（ミドリ人）の来訪を受けてネバダ州の砂漠に設けられた歓迎式典の会場に配置されるが、攻撃に転じた火星人によって数機が撃墜される。
『マン・オブ・スティール』
カナダ陸軍の機体が登場。氷上に倒れているロイス・レインを救助する。
『未知との遭遇』
アメリカ陸軍機としてベル 214が登場。第三種接近遭遇に備えてデビルスタワーの周囲を封鎖する部隊に含まれており、UFOとの遭遇をきっかけにデビルスタワーを目指して来た市民たちを収容し一帯から連れ出す際に用いられる他、その際に脱走しデビルスタワーを登る主人公たちをベル 206Bとともに上空から追跡する。
『ミッドナイト・イーグル』
陸上自衛隊のJ型が登場。日本アルプスでアジア某国の工作員と交戦する地上部隊への増援として立川基地より飛来するが、工作員のRPG-7による攻撃と猛吹雪を受けて撤退する。
『モーレツ怪獣大決戦』
砕氷艦「しらせ」の艦載機としてH型が登場。駿河湾にてメトロカバヤンの襲撃を受ける直前の「しらせ」から発艦。その後、メトロカバヤンとモッシーの戦いを上空から観測中にモッシーに撃墜される。
『野性の証明』
陸上自衛隊のヘリコプターとしてN型・H型・B型が登場。N型は、主人公ら特殊工作隊の隊員たちが裏磐梯の米大使山荘を占拠した極左ゲリラを制圧した後に撤収に使用され、その後は山岳行動訓練に臨む主人公らを北上山地へとラペリング降下させる。H型とB型は、奥羽方面隊（架空）所属機が演習に参加しており、そのうちB型1機が演習地内に拉致した除隊後の主人公を抹殺すべく、特殊工作隊の隊員らを輸送・ラペリング降下させる。
撮影にはカリフォルニア州軍の機体が協力しており、日の丸などの各種マーキングを施した上で陸上自衛隊機を演じている。
『ラスト・ブラッド』
在日米空軍のH型が登場。東京のアメリカ空軍基地に配備されている。
『ランボー/怒りの脱出』
アメリカ陸軍・ベトナム人民軍所属機としてベル 212が登場。
劇中前半では、ベトナムへ潜入した主人公のジョン・ランボーを救出するため、カラーリングが黒でドアガンにM60を装備したアメリカ陸軍所属機が、タイのアメリカ陸軍基地から発進する。しかし、ランボーがアメリカ軍捕虜の調査という任務内容を無視して独断で捕虜1名を救出したとパイロットのエリクソンから報告を受けたマードック司令官が、ランボーと捕虜を見捨てて帰投するよう命令を下し、エリクソンがこれに従ったためランボーは敵中で孤立して捕えられることになる。
中盤以降は、ベトナム人民軍の所属機であることを示す黄色い星の識別マーク付きの機体を、ソ連の駐ベトナム軍事顧問団のポドフスキー中佐らが使用。ジャングル迷彩が施されており、ロケット弾ポッド2基とドアガンにM60E3とM134および、サーチライトを装備。また、機体番号と思しき「24」の数字が赤で表記されている。捕えられるも不意を突いて逃走したランボーを追跡するのに使用され、夜間のジャングルではサーチライトで発見するやロケット弾攻撃を行うも見失い、朝方には遠くへ去っていった。その後、昼の川岸での戦闘では胴体下に吊り下げたナパーム弾をランボー目がけて投下するが間一髪で水中へと逃げられ、ダメ押しに機銃掃射を行うも捜索のため水面近くを低空飛行した際にランボーに乗り込まれた末、戦闘の果てに奪われる。その後はアメリカ軍の捕虜が捕えられていたベトナム人民軍の基地への攻撃や救出した捕虜を先述のアメリカ陸軍基地へ移送するのに用いられ、その途中で追撃してきたポドフスキーが駆るMi-24 ハインドとの空中戦で損傷しながらもランボーの機転で戦いを制し、アメリカ陸軍基地へとたどり着く。しかし、この時点で機体は損傷で危険な状態となっており、終盤でランボーが上官のサミュエル・トラウトマン大佐と会話する場面では黒焦げの状態になっている（劇中の状況から、ランボーや捕虜が降りた後で本格的に炎上し、基地の消火要員の手で消火作業が行われた模様）。
『ルパン三世』
タイ陸軍のH型が登場。ナヴァロン・セキュリティ社のオーナーにしてアジアの裏社会の実力者であるモムラーチャオ・プラムックを逮捕すべく、ICPOの銭形警部がナヴァロン社の要塞型セキュリティシステム「ジ・アーク」へと赴く際に搭乗する。
『ワンス・アンド・フォーエバー』
序盤においてアメリカ陸軍上層部はベトナムへの武力行使を見据えた上で、アメリカ本土に比べて高温多湿なベトナムでの作戦行動が兵士にとって負担となることを考慮し、徒歩や兵員輸送車よりも迅速な移動が可能なヘリボーンを重要視し、UH-1を用いる新たな部隊の創設を決定する。これによって誕生した主人公のハル・ムーア陸軍中佐率いる部隊はブルース・クランドール陸軍少佐をはじめとするパイロットやヘリクルーの運用の元、ヘリボーンのほか、対地攻撃・物資輸送・救急など様々な戦術の要となる。また、序盤でムーアが目を通していた資料に「UH-1D」と書かれていることから、劇中で登場する機体はD型の模様。これらの内一部はドアガンとしてM60を装備し、後半の対地攻撃の際にはM134と空対地ロケットランチャーを装備している。

## テレビドラマ・オリジナルビデオ
『20世紀未来ロボット防衛隊テデロス』
第2話から第6話にかけて登場。各話でテデロス本部などの上空を飛行している。
『GAME OF SPY』
第1話に国際テロ組織「ムンド」の武装ヘリコプターとしてH型が登場。東京スカイツリーへの体当たりによる自爆テロを図り、これを阻止しようとする公安調査庁のスパイ機関「GOS」とガンポッドを用いて交戦するが、ハッキング機能を持つ八方手裏剣によって操縦を奪われ、スカイツリーから離れた場所で爆破される。
『SFX巨人伝説ライン』
陸上自衛隊所属機がたびたび登場。第11話ではH型が南アルプス上空でのバグズン追跡、各地での避難民の輸送、富士絶対防衛線でのバグズン攻撃を行っており、第13話ではJ型とH型が九十九里浜から上陸したレッドコング攻撃に向かうSAM隊員や自衛隊員を輸送する。
『行け!あひるお姉さん』
第11話にH型が登場。西蒲区近海から出現したキングネッシーに撃墜される。
『ヴィジュアル・バンディッツ』
第1話に陸上自衛隊のH型が登場。群馬県北西部での巨大生物出現を受けて習志野空挺の所属機などが出動し、巨大生物の誘導や追跡などを行う。
『ウォーキング・デッド』
シーズン1に登場。主人公の目覚めた病院前に2機が放置されていたほか、赤十字マークの描かれた1機がアトランタ市内に放棄されている。
『ウルトラシリーズ』
『ウルトラマン80』
地球防衛軍（UNDA）所属機としてB型がたびたび登場。UNDA極東エリア基地内に駐機されている。
『ネオ・ウルトラQ』
第6話に自衛隊所属機が登場。セーデガンを駆除するため、太平洋上の無人島へ派遣される。

『仮面ライダー鎧武/ガイム』
第45話に陸上自衛隊のH型が登場。主人公らを救助するため、ヘルヘイムの森の侵食を受けた沢芽市に飛来する。
『沈まぬ太陽』
第9話に自衛隊のH型が登場。国民航空123便の墜落事故の発生を受け、御巣鷹山のボードウェイズ747型機（モデルはボーイング 747）の残骸の上空を飛行する。
『私立探偵マグナム』
主要登場人物であるセオドア”T.C.”・カルヴィンが、海兵隊パイロット時代にY型を操縦しており、シーズン1第1話の他、アフガニスタン従軍中の回想シーン等で登場する。
『星間特捜アサルトマン』
第2話に陸上自衛隊のJ型が登場。茨城県鬼亀湖から出現したオニガメスを攻撃すべく出動する。
『星間特捜アサルトライザー』
陸上自衛隊機が登場。第1話では、名古屋に現れたドドゴに対してH型とJ型が出動し、普通科部隊のヘリボーンやAH-1Sへの随伴などの活動を見せる。第2話ではバクシーザー、ロックゴン、ヴァイオンの東京襲撃、第3話では東シナ海からの金剛コングの日本上陸を受け、J型が上空に展開する。
『アサルトキッズ 鉄腕ルナ!!』
第3話に陸上自衛隊のJ型が登場。石油コンビナートに出現した海底異界巨人2体に対して出動する。

『生物彗星WoO』
第5話に防衛隊所属機としてH型が登場。東京23区内にゲルバイルが出現した際に、上空に展開する。
『戦国自衛隊・関ヶ原の戦い』
戦国時代へタイムスリップした陸上自衛隊の装備として、第1師団所属のJ型が登場。「関ヶ原の戦い」に投入され、空から東軍の戦国武者たちへ機銃掃射や手榴弾の投下を行うが、弾薬補給のため着陸した際に徳川家康配下の忍の襲撃を受け、自爆攻撃によって破壊される。
『超力戦隊オーレンジャー』
第1話と第2話にオーレンジャー（U.A.O.H.）所属機としてベル 214が登場。ジェット噴射によって800 km/hの最大速度を発揮できると設定されている。オーレンジャー隊員たちが国際空軍極東支部からオーレンジャー基地へ赴く際の移動手段となっている。
撮影に使用されたのは日本農林ヘリコプターの所有機である。
『電撃!! ストラダ5』
第4話にアメリカ陸軍のH型が登場。東南アジアの戦場で用いられる極東重工業製の兵器として例示される。
『特攻野郎Aチーム』
毎回のオープニングなどで、主人公ら「Aチーム」がかつてベトナム戦争に従軍していた際の回想シーンにアメリカ軍機が登場する。
『日本沈没』
陸上自衛隊のH型が登場。第13話では、京都大地震の被災地で田所博士を救助する。第24話では、東京湾の出口に生じたマントルの異常隆起を処理すべくロケット弾による攻撃を加えるも失敗し、その後は隆起爆破に向かう潜水艇「ケルマデック」を支援する。第25話では、第二次関東大震災で炎上する銀座付近に東京港への避難経路を確保すべく消火弾を投下するが、炎に巻かれ1機が墜落。その後も避難民の誘導などに従事する。
『部長刑事』
後期OPに大阪府警察のベル 204Bが登場。
『世にも奇妙な物語 '16春の特別編』
通算第504話にニュー・イバラキ軍所属機としてH型が2機登場。編隊を組んで飛行していた最中、政府軍の前島と森内から84mm無反動砲による攻撃を受け、1機が撃墜される。

## アニメ・漫画
『GAMERA -Rebirth-』
ユースタス財団の所有機としてベル 205が登場。第1 - 4話・第6話にて怪獣の調査などに活用されており、第3話では、ユースタス財団の高速船「セルケト号」に搭載されていた1機が、横須賀米海軍基地から与那国島採掘基地へ向かう最中にジグラの襲撃に巻き込まれ、ヘリポート上で破壊されている。
また、アメリカ空軍や陸上自衛隊のH型も登場しており、第1話では極東米空軍所属とされる機体が在日米軍司令官を福生基地（架空）まで輸送し、第2話ではジャイガーから避難する福生市市民の誘導にあたる。第3話では、西部方面隊所属機がジグラの誘導に必要な機材を対馬オメガ局まで輸送する。
なお、登場する機体は総じてシンクロナイズドエレベーターの形状に実機との差異がある。
『HELLSING』
第九次空中機動十字軍のヘリコプターとして登場。M60機関銃（アニメ版ではM134 ミニガン）とロケット弾を装備しており、ロンドン侵攻の際に投入され、空対地射撃やミレニアム空中艦隊への攻撃を行う。
『RAID ON TOKYO』
第1空挺団の輸送や脱出した空自パイロットを救出するために登場する。
『イーグル』
第2の主人公であるケネス・ヤマオカが劇中現在から遡ること28年前の時点のベトナム戦争時代に海兵隊員として従軍し、ケネスの片腕であるアーサー・マッコイも同時代に陸軍の衛生兵として従軍していた関係で、劇中では同時代の回想シーン内に海兵隊所属機と陸軍所属機がそれぞれ登場する。
『ウォッチメン』
ベトナム戦争を描いた回想シーンに登場。アメリカ軍機が戦闘に参加している他、スーパーヒーロー・DR.マンハッタンの活躍によってベトナム戦争がアメリカ側の勝利に終わった後、ベトナムを訪れたリチャード・ニクソン大統領も民間型に搭乗している。
映画版にもアメリカ軍のH型が登場。ベトナム戦争時にDR.マンハッタンやコメディアンといったヒーローとともに戦闘に参加しており、「ワルキューレの騎行」をBGMとする『地獄の黙示録』を意識した演出がなされている。
『海猿』
漫画・TVドラマ・映画版に海上保安庁のベル 212が登場。要救助者の救助や捜索に活躍する。
TVドラマ・映画版の撮影には、海上保安庁の全面協力で実物が使用されている。
『がっこうぐらし!』
単行本第5巻に陸上自衛隊のJ型が登場。学園生活部が風船につけて放った手紙を受け取った自衛官の操縦によって、「かれら」が蔓延した巡ヶ丘学院高校上空に飛来するが、校庭に墜落して火災を発生させてしまう。
『君の名は。』
陸上自衛隊のJ型が登場。分裂し隕石となったティアマト彗星の彗星核が直撃した糸守町に災害派遣される。
実機とは異なり、ローターが4枚ブレードのものとして描かれている。
『クレヨンしんちゃんシリーズ』
『クレヨンしんちゃん 爆発!温泉わくわく大決戦』
陸上自衛隊のH型が登場。埼玉県内を侵攻する風呂嫌いテロ組織「YUZAME」の巨大ロボットを偵察する。
『クレヨンしんちゃん 嵐を呼ぶ 栄光のヤキニクロード』
有限会社スウィートボーイズの所有機として登場。堂ヶ島少佐率いる部隊を輸送する。作中には、映画『ブラックホーク・ダウン』や『地獄の黙示録』のパロディシーンも存在する。

『コンクリート・レボルティオ〜超人幻想〜THE LAST SONG』
第20話にアメリカ軍のN型が登場。ベトナム戦争をモデルとした、東南アジア某国での「メコンデルタ戦役」に参加している。
『最臭兵器』
陸上自衛隊のH型が登場。毒ガス兵器と化して強烈な臭気を放ちながら中央自動車道を東京へと向かう主人公に対して狙撃を行うため、狙撃手を現地上空まで輸送する。
『逮捕しちゃうぞ the MOVIE 』
海上保安庁の巡視船「やしま」に搭載されていたベル 212が登場。主人公たちが乗ったトゥデイを勝鬨橋から東京ヘリポート付近まで空輸する他、東京タワーに駆け付ける際にも使用される。
『ドラゴンヘッド』
陸上自衛隊中部方面隊所属の脱走自衛官らがH型を使用。主人公らを危機的状況から幾度も救っている。火山灰の影響により何度かフィルターを交換している。最終的には大嵐の影響で操縦不能となり墜落する。
映画版にも陸上自衛隊のH型が登場。災害による混乱の中で民間人が持ち出した形に改変され、途中で主人公たちを救助しつつ東京へ向かうのみとなっている。
『日本国召喚』
漫画版に陸上自衛隊のJ型が登場。小説版におけるUH-60JAの役割を担っており、ロウリア王城上空で12.7mm重機関銃M2により敵のロウリア兵を掃射した後、普通科隊員を王城内に降下させる。
『ひぐらしのなく頃に解』
第24話に番犬部隊所属機としてH型が登場。雛見沢村へ出動する。なお、原作ではタンデムローター式のヘリコプター（機種不明）として描かれている。
『ペンギンズ・メモリー 幸福物語』
冒頭にて、主人公がデルタ戦争（ベトナム戦争がモデル）に従軍したシーンで登場。ロケット弾の発射順が正しく描写されている。
『マグマ大使』
OVA版第9話・第10話に防衛庁情報局のヘリコプターとしてB型が登場。鬼虎神社付近でエイリアン群の襲撃を受ける主人公たちと国東次長率いる部隊を救助するが、目覚めたウドーの攻撃を受け1機が撃墜される。残る1機は、その後も一行の移動手段として使用される。
『ルパン三世 くたばれ!ノストラダムス』
ノストラダムス教団の所有機として登場。教団の実行部隊を輸送する。

## 小説
『ゲート 自衛隊 彼の地にて、斯く戦えり』
小説・漫画・アニメ版に異世界「特地」へ派遣された自衛隊の装備のとして、陸上自衛隊のJ型が登場。イタリカ防衛線では、盗賊退治の最中にコンポから「ワルキューレの騎行」を大音量で流しながら、搭載火器の12.7mm重機関銃M2や乗員が装備する64式7.62mm小銃・M26手榴弾で盗賊を退治するという『地獄の黙示録』のパロディシーンがある。また、アルヌスの丘の自衛隊基地を監視警備するほか、普通科隊員の輸送にも使用される。
『交戦規則-ROE-』
黒崎視音の小説。陸上自衛隊のJ型が登場。普通科隊員のヘリボーンを行うほか、特殊作戦群とともに墜落機の生存者を救助する。
『ゴルゴタ』
深見真の小説。陸上自衛隊のJ型が登場。石川県に北朝鮮の工作員らが上陸したことを受け、石川県に派遣された特殊作戦群を上空から支援する。
『生存者ゼロ』
陸上自衛隊のJ型が登場。富樫と弓削を札幌市から移動させるために飛行するが、途中で積乱雲のような何かに巻き込まれ、墜落する。
『征途』
第2巻に陸上自衛隊ヴェトナム援助部隊の所属機として、武装ヘリコプター化された機体を含むB型とD型が登場（作中では「HU1」表記）。アメリカから無償供与された機体が第二ヘリ団に配備されており、「コー・チェンの戦い」に参加している。
『東京×異世界戦争 自衛隊、異界生物を迎撃せよ』
コールサインを「ドアガンハンター」とする陸上自衛隊のJ型が登場。異界生物に襲撃されていた聖バジル国際病院に展開した第1空挺団を、ドアガンとして搭載された12.7mm重機関銃M2を用いて上空から掩護する。
『ニンジャスレイヤー』
登場人物の1人であるフォレスト・サワタリがほぼ常時見ているベトナム戦争の幻覚の中で、その名前が言及されている。
『阪急電車』
陸上自衛隊のJ型が登場。阪急今津線沿いを5機編隊で飛行している。
『富士山噴火』
高嶋哲夫の小説。陸上自衛隊のJ型が登場。富士山噴火を受け、避難民の救助や移送に多数が投入される。エンジンには火山灰への対策として、技術研究本部の開発していたフィルターを急遽搭載している。冒頭の平成南海トラフ大震災でも、新居見が機長として乗り組んでいた教育支援飛行隊富士飛行班所属機が登場する。
『妖精作戦』
第1巻にSCF（太陽系宇宙軍）太平洋艦隊の機体として登場。架空の原子力潜水艦「カサンドラ」の艦載機が、超能力者の小牧ノブを誘拐する。

## ゲーム
『ARMA2』
独立拡張パック"Operation Arrowhead"にH型とY型が登場し、プレイヤーやAIが操作可能。
『Just Cause 2』
「H-62 Quapaw」の名称で、本機とシコルスキー S-64が混ざった外見の輸送ヘリコプターが登場する。
『Project Reality（BF2）』
現代戦版アメリカ海兵隊ではM261 Hydra70mmロケット弾搭載・非搭載の2種がN型として登場する。主な装備はAN/ALE-47 チャフフレア、FLIR、GAU-2B/A M134 Minigun、M2 12.7mm重機関銃。
ベトナム戦版アメリカ海兵隊・アメリカ軍ではC型とD型 Medivacの2種が登場する。UH-1Cの主兵装はM60 7.62mm重機関銃
『SIREN2』
三沢岳明の回想シーンに陸上自衛隊のH型が登場。前作で唯一生還した四方田春海を、三隅郡直下型地震に伴う羽生蛇村の土砂流災害から救助する。
『Wargame Red Dragon』
NATO陣営のアメリカ軍デッキ、自衛隊デッキで使用可能なヘリコプターとして登場。アメリカ軍デッキにはA型、C型、H型、N型が登場し、自衛隊デッキには62式7.62mm機関銃を搭載したH型が登場する。
『ウルトラマン Fighting Evolution Rebirth』
第6話に国防軍所属機としてJ型が登場。湾岸に出現した改造ゴモラに対して陸上部隊とともに出動しており、改造ゴモラの尻尾による攻撃を受けて1機が撃墜されている。
また、APRTもベル 204系列に近い形状の架空機を運用しており、第6話では国防軍機とともに登場しているほか、第1話では都市で戦うウルトラマンとブルトンを、第7話では空港で戦うウルトラマンガイアとブルトンを監視しており、第9話では雪原で氷漬けになっていたジェロニモンを発見している。
『グランド・セフト・オートシリーズ』
『GTA:VCS』
「Armadillo」の名称で青と白に塗装されたベル 412が消防ヘリコプターとして、「Air Ambulance」の名称で赤と白に塗装されたベル 412が救急ヘリコプターとして登場する。
『GTAV』
拡張パック「強盗アップデート」にてY型をモデルとした機体が「ワルキューレ」の名称で登場。テールローターがKa-60 カサートカに近くなっている。
乗員は4名で、1名はパイロット、1名は機関砲射手兼副操縦士、2名は後部M134 ミニガン射手となる。
『コール オブ デューティ ブラックオプス』
中盤から終盤のキャンペーンにおいてアメリカ陸軍第1騎兵師団所属の赤十字を張り付けた救難機型・M21サブシステムおよびドアガンにM60機関銃を搭載したガンシップ型が登場する。また、ガンシップ型の機体には機種にシャークマウスが描かれたものやサーチライトを搭載したもの、「GET SOME」「SORRY CHARLIE!!」などのメッセージが書かれた機体も登場する。
マルチプレイでのキルストリークとしても登場し、ドアガンナーとしてM134を操作できる。
『コール オブ デューティ ブラックオプス コールドウォー』
キャンペーンモードにのみ登場
『ゴジラ-GODZILLA-』『ゴジラ-GODZILLA-VS』
敵機としてGフォース所属という設定のH型が登場。ステージ1から最終ステージまで全編に渡って登場し、ロケット弾ポッドを用いてプレイヤーキャラクターであるゴジラなどに攻撃を加えている。
『スマガ』
自衛軍所属のヘリコプターとして登場。
『セイギノヒーロー』
ステージ5のボスとして、ガンポッドなどを装備したH型が登場。関東電力の原子力発電所を占拠した武装テロリストの幹部が搭乗しており、原発に突入した陸上防衛官と交戦する。
『大戦略シリーズ』
西側諸国の輸送ヘリユニットの1つとして組み込まれる。ただし、ゲームによっては空挺歩兵ユニット扱いとなる。
『タイムクライシス』
ステージ1-3、3-1で機に搭載されている機銃で敵を撃っていく。
『タイムクライシス4』
主人公らが乗り、ステージ1-2、3-1で機に搭載されている機銃で敵を撃っていく。
『バイオハザード4』
終盤にガトリング砲とミサイルを装備した状態で登場。マイクというパイロットが操縦し、主人公、レオン・S・ケネディを支援する。その後、レオンの周りにいるガナードを掃討した後、ロケットランチャーで撃墜される。
『バトルフィールドシリーズ』
『BFV』
アメリカ陸軍・南ベトナム軍のヘリコプターとしてM21サブシステムを搭載したガンシップ型と何も搭載していない輸送ヘリ型が登場する。
『BF3』
アメリカ海兵隊の輸送ヘリとしてY型が登場する。ドアガンとしてM134を搭載している。
『BF4』
マルチプレイの輸送ヘリ出現マップで、Y型がアメリカ海兵隊側の輸送ヘリとして登場。プレイヤーが操縦可能なほか、5名まで搭乗可能で、うち2名はM134のガンナーとなる。

『マーセナリーズ2 ワールド イン フレームス』
D型が「カストロ」という名称で登場する。P.L.A.Vが使用しており、非武装の輸送型が1種類と武装した攻撃型が3種類登場する。全種類に共通した特徴として、シャークマウスが描かれている。
『メタルギアソリッド ピースウォーカー』
作中ではフルトン回収用のMSF所属機として、主にムービーシーンにおいて登場する。

## ドキュメンタリー番組
『衝撃の瞬間』
シーズン6第5話に陸上自衛隊のH型が登場。日本航空123便墜落事故の発生時における、ボーイング 747SR-100が墜落した御巣鷹の尾根での救助活動が記録映像を用いて示されている。
『メーデー!:航空機事故の真実と真相』
シーズン3第3話に自衛隊のB型が登場。日本航空123便墜落事故の発生時に、墜落現場の調査や救助活動にあたる模様が描写されている。

## テレビコマーシャル
BOSS「ゴジラ『顔の映らない主役』篇」「ゴジラ『CP・青き日の衝撃』篇」
ロケット弾ポッドを装備したH型が登場。両作ともに、ビル街を進攻するゴジラに攻撃を加える。
マクドナルド「ゴジラvsマクドナルド」
「ベアブリックに変身」篇、「ゴジラVSマクドナルド」篇、「ゴジラバーガー誕生」篇、「ゴジラ、来店。」篇にY型が登場。空腹のゴジラの来訪を受けて市街地上空に展開する。
マスプロ電工（アンテナ、インターホンなど）
ベル 212が登場。上記の『地獄の黙示録』における、UH-1を用いた慰問ショーのプレイメイト登場シーンをモチーフとしている。機体は白色で、英字で社名ロゴが記されている。